# Michael Tolan
Michael Tolan (Detroit, 27 de novembro de 1925 - Hudson, 31 de janeiro de 2011) foi um ator de teatro e televisão norte-americano.